# ショプロン - ケーセグ線
ショプロン - ケーセグ線 (ドイツ語: Bahnstrecke Sopron–Kõszeg) 、通称ブルゲンラント鉄道 (ドイツ語: Burgenlandbahn) はハンガリージェール・モション・ショプロン県ショプロンとヴァシュ県ケーセグを結び、オーストリアブルゲンラント州オーバーロードドルフィン郡を貫通する地方鉄道路線であった。現在ショプロン - ドイチュクロイツ区間のみが定期列車運行に用いられる。この路線が開通された当時に全区間はハンガリーに属したが、サンジェルマン条約およびトリアノン条約により1921年ブルゲンラント州がオーストリアに割譲られた後、路線の大部分がオーストリアに属することとなった。

## 歴史
ショプロン - ケーセグ隣接地方鉄道（Sopron–Köszeger Vicinalbahn AG）はハンガリー通商省により1907年6月19日建設許可を獲得した。この路線は1908年11月5日に開通されて、ケーセグ - ソンバトヘイ地方鉄道路線と連結された。王立ハンガリー鉄道は所有会社の費用で1921年末までこの路線を運営した。
1922年1月1日付きにこの路線の運営権はまずオーストリア国営鉄道 (Österreichische Staatsbahnen, ÖStB) が引き受けて、国営鉄道は翌年に連邦鉄道（Österreichische Bundesbahnen, BBÖ）に改称された。1929年6月1日法案の発効で国際連盟仲裁裁判所 (Schiedsgericht) は、路線の所有権はオーストリア共和国にありと判定して、オーストリアはハンガリーに65年間700万シリングを支給する義務を負った。1930年11月1日にこの路線は最終的に連邦鉄道に譲り受けられた。オーストリア併合以後、ドイツ国営鉄道は第二次世界大戦の終戦までこの路線を引き受け運営した。
冷戦による鉄のカーテンの影響でラッタースドルフ＝リービング - ケーセグ区間は断絶されて、旅客輸送は1951年10月6日に、貨物輸送は1960年9月1日に中止された。ただしショプロン区間の場合、下オーストリア州からブルゲンラント州まで出入国管理のない回廊列車通行（Privilegierter Eisenbahn-Durchgangverkehr）はオーストリアとハンガリー間の国際法上条約の根拠で保ち続けるのが可能であった。
1960年代にディーゼル動車がこの路線に投入されて、1965年頃気動車工場がラッタースドルフに建設された。しかし1969年4月28日より旅客列車の終着駅はオーバープレンドルフ駅に、貨物列車の終着駅はオーバーロイスドルフ駅に指定された。
1988年5月29日に旅客列車の運行はチョプロン - ドイチュクロイツ区間に制限されて、1989年5月にラッケンバッハまで延長された。2001年12月にショプロン - ドイチュクロイツ区間に電車線が、オーストリア方式の代わりに、ハンガリー方式により25 kV・50 Hzの電力システムで設置された。その代わり、旅客列車運行はドイチュクロイツ - ラッケンバッハ間で再び中止された。
2004年6月以後、軌道自転車観光はネッケンマルクト＝ホリチョン - オーバープレンドルフ間で提供されている。ゾンネンラントレールバイク観光会社（Sonnenland Draisinnentour GmbH）はその区間をÖBBから賃借りした。2005年末にブルゲンラント州とÖBBはドイチュクロイツ - ネッケンマルクト＝ホリチョン区間運行に関する15年間有効な契約を締結して、2007年12月に延長運行は実現された。しかし財政問題と乗客数不足のため、その区間の旅客列車運行は2013年8月に、貨物列車運行も同年12月15日中止された。

## 運行形態
この路線の運賃システムはオーストリア東部地域運輸連合 (Verkehrsverbund Ost-Region, VOR) の管轄下にある。
- 快速列車（REX 6）: ブラチスラヴァ・ペトルジャルカ - ブルック（ライタ） - ウィーン - エーベンフルト - ショプロン - ドイチュクロイツ。60分間隔。GySEV運営。